# Élections municipales de 2020 à Angers
Pour un article plus général, voir Élections municipales françaises de 2020.
Les élections municipales françaises de 2020 à Angers ont lieu le 15 mars 2020.

## Candidats

### Lutte ouvrière – Faire entendre le camp des travailleurs
Céline L'huillier, enseignante de collège, est la tête de liste de Lutte ouvrière.

### Angers écologique et solidaire
Les militants locaux d'Europe Écologie Les Verts (EELV) et de Génération.s se réunissent en octobre 2019 pour fonder une liste commune. Ils sont rejoints peu après par le Parti communiste français (PCF) puis par Nouvel élan. Ce dernier est un parti local fondé par Jean-Luc Rotureau, candidat dissident du Parti socialiste (PS) en 2014. Il regroupe des militants de La République en marche (LREM), du Parti socialiste, de Cap21, d'EELV et du PCF. Nouvel Elan a soutenu Emmanuel Macron dès janvier 2017. Rotureau ne se présentant pas, Nouvel élan soutient d'abord la candidature du député LREM Matthieu Orphelin, avant que celui-ci ne refuse. Les militants écologistes désignent d'abord Romain Laveau, porte-parole d’EELV en Maine-et-Loire, comme tête de liste mais il renonce à cette charge pour raisons familiales en novembre 2019, Yves Aurégan (chercheur en acoustique, directeur de recherche au CNRS) est la tête de liste. Le 15 janvier 2020, les 10 premières propositions ont été publiées sur le site de campagne.

### Angers citoyenne et populaire
La France insoumise organise des « Assemblées citoyennes », rejointe par la suite par la Gauche républicaine et socialiste (une scission du Parti socialiste), le Parti animaliste, et des citoyens et militants des quartiers populaires. Leur première assemblée débouche sur la création d'un collectif nommé Angers citoyenne et populaire. À l'issue de la 6e assemblée, ce collectif citoyen annonce ses têtes de listes : Claire Schweitzer suivie de Djamel Blanchard.

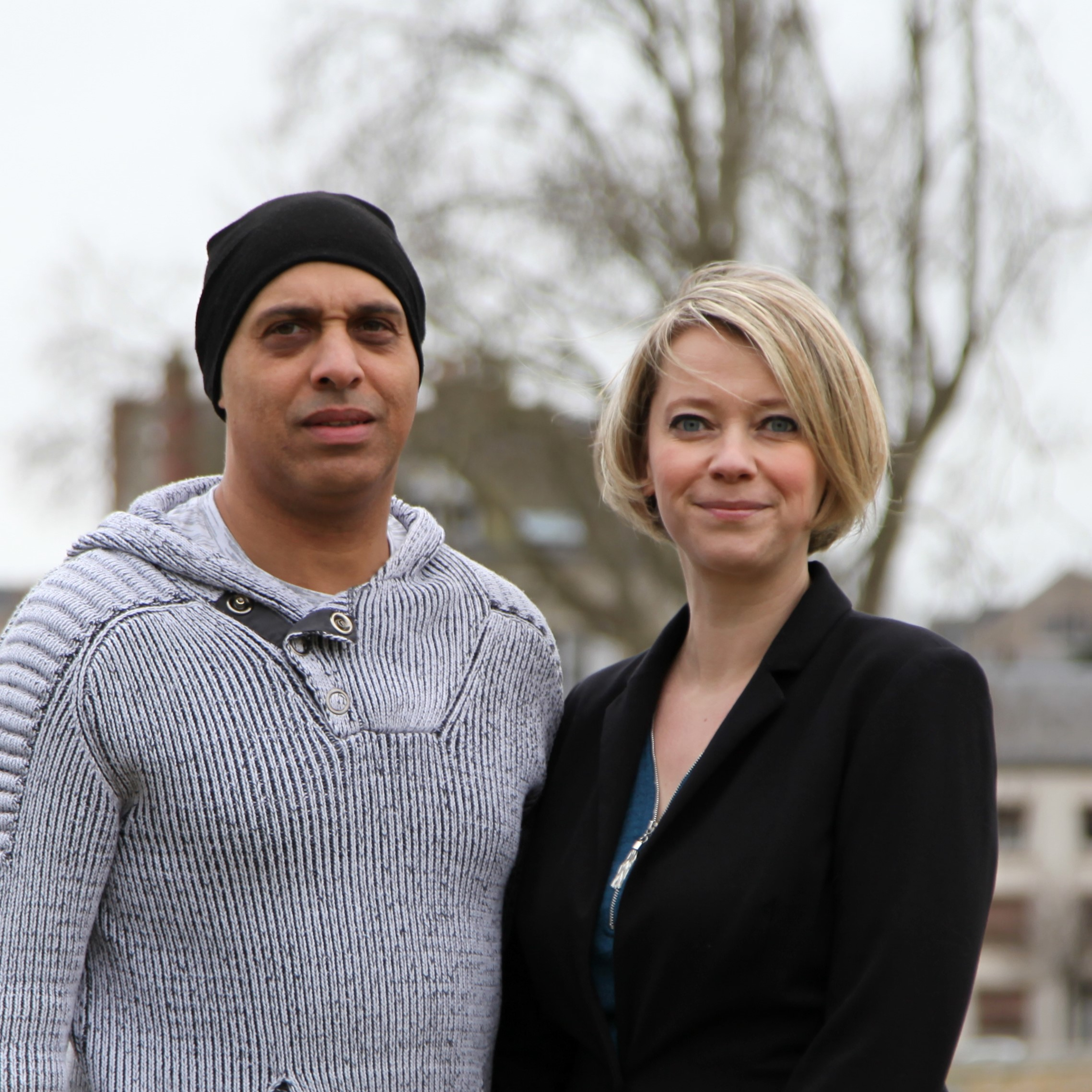
Claire Schweitzer et Djamel Blanchard, binôme tête de liste Angers Citoyenne et Populaire

### Aimer Angers
L'association « Aimer Angers » a constitué une liste composée à 66% de personnes issues de la société civile et avec la participation de membres du Parti socialiste, de Place publique et du Parti radical de gauche. C'est Stéphane Lefloch, ex-membre d'Europe Écologie Les Verts qui a été désigné par les militants en décembre 2019 pour conduire la liste en binôme derrière la conseillère municipale de l'opposition Silvia Camara-Tombini. Frédéric Béatse, ancien maire d'Angers (2012-2014) figure en 10e position sur la liste. Après avoir dévoilé en décembre 2019 les trois piliers de son programme — la transformation écologique, la transformation sociale et la participation citoyenne — la liste Aimer Angers 2020 organise sur son site de campagne un vote sur les mesures prioritaires à mettre en place dans les six premiers mois du mandat.

### Angers pour vous
Le maire sortant Christophe Béchu, classé divers droite, se représente sous la liste « Angers pour vous ». Il présente sur sa liste dix candidats de La République en marche, dix des Républicains, six du Mouvement démocrate, trois d'Agir et une du Mouvement radical, ainsi que l'ex-sénatrice EELV du Maine-et-Loire Corinne Bouchoux.

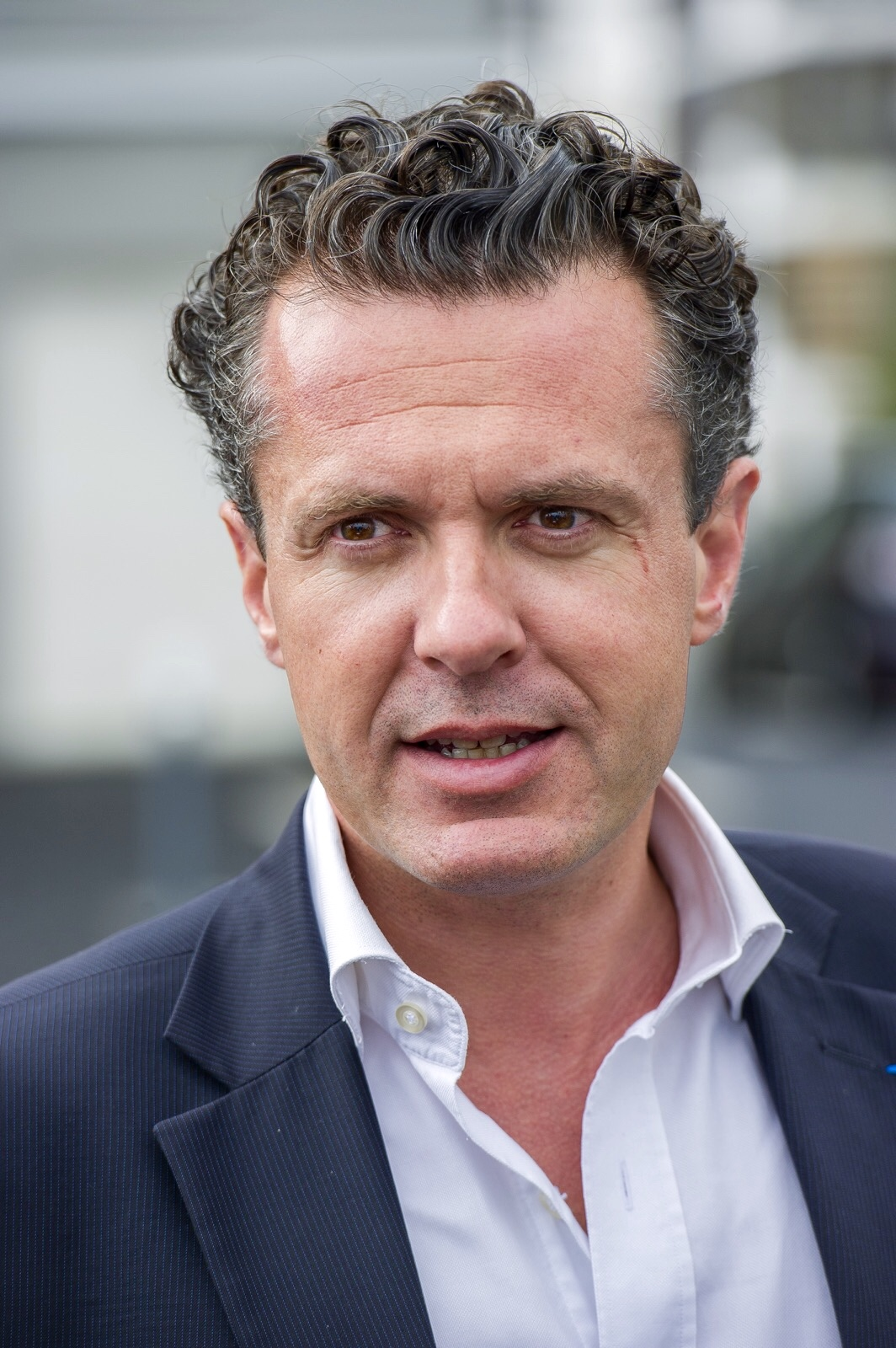
Christophe Béchu.

### Choisir Angers
La liste Choisir Angers est conduite par Olivier Douay, médecin retraité de 72 ans et membre du Rassemblement national (RN) depuis 2010,.

## Résultats
|                                                          |                          |                               |              |              |        |        |  |  |  |  |  |  |  |  |
| Tête de liste                                            | Tête de liste            | Liste                         | Premier tour | Premier tour | Sièges | Sièges |  |  |  |  |  |  |  |  |
| Tête de liste                                            | Tête de liste            | Liste                         | Voix         | %            | CM     | ALM    |  |  |  |  |  |  |  |  |
|                                                          | Christophe Béchu         | LR - LREM - MoDem - Agir - MR | 17 267       | 57,82        | 49     | 35     |  |  |  |  |  |  |  |  |
| Angers pour vous                                         |                          |                               | 17 267       | 57,82        | 49     | 35     |  |  |  |  |  |  |  |  |
|                                                          | Silvia Camara-Tombini    | PS - PP - PRG                 | 5 019        | 16,80        | 5      | 4      |  |  |  |  |  |  |  |  |
| Aimer Angers                                             |                          |                               | 5 019        | 16,80        | 5      | 4      |  |  |  |  |  |  |  |  |
|                                                          | Yves Aurégan             | EÉLV - G.s - PCF              | 4 206        | 14,08        | 4      | 3      |  |  |  |  |  |  |  |  |
| Angers écologique et solidaire                           |                          |                               | 4 206        | 14,08        | 4      | 3      |  |  |  |  |  |  |  |  |
|                                                          | Claire Schweitzer        | LFI - GRS - PA                | 1 529        | 5,12         | 1      | 1      |  |  |  |  |  |  |  |  |
| Angers citoyenne et populaire                            |                          |                               | 1 529        | 5,12         | 1      | 1      |  |  |  |  |  |  |  |  |
|                                                          | Olivier Douay            | RN                            | 1 422        | 4,76         | 0      | 0      |  |  |  |  |  |  |  |  |
| Choisir Angers                                           |                          |                               | 1 422        | 4,76         | 0      | 0      |  |  |  |  |  |  |  |  |
|                                                          | Céline L'Huillier        | LO                            | 419          | 1,40         | 0      | 0      |  |  |  |  |  |  |  |  |
| Lutte ouvrière – Faire entendre le camp des travailleurs |                          |                               | 419          | 1,40         | 0      | 0      |  |  |  |  |  |  |  |  |
|                                                          |                          |                               |              |              |        |        |  |  |  |  |  |  |  |  |
| Votes valides                                            | Votes valides            | Votes valides                 | 29 862       | 96,88        |        |        |  |  |  |  |  |  |  |  |
| Votes blancs                                             | Votes blancs             | Votes blancs                  | 296          | 0,96         |        |        |  |  |  |  |  |  |  |  |
| Votes nuls                                               | Votes nuls               | Votes nuls                    | 667          | 2,16         |        |        |  |  |  |  |  |  |  |  |
| Total                                                    | Total                    | Total                         | 30 825       | 100          | 59     | 43     |  |  |  |  |  |  |  |  |
| Abstention                                               | Abstention               | Abstention                    | 59 177       | 65,75        |        |        |  |  |  |  |  |  |  |  |
| Inscrits / participation                                 | Inscrits / participation | Inscrits / participation      | 90 002       | 34,25        |        |        |  |  |  |  |  |  |  |  |

### Assemblée municipale élue
|                           |       |       |      |                                |  |
| Maire d'Angers            |       |       |      |                                |  |
| Christophe Béchu (DVD)    |       |       |      |                                |  |
| Parti                     | Sigle | Sigle | Élus | Groupe                         |  |
| Majorité (49 sièges)      |       |       |      |                                |  |
| Divers droite             |       | DVD   | 26   | Angers pour vous               |  |
| La République en marche   |       | LREM  | 8    | Angers pour vous               |  |
| Les Républicains          |       | LR    | 8    | Angers pour vous               |  |
| Mouvement démocrate       |       | MoDem | 5    | Angers pour vous               |  |
| Agir                      |       | Agir  | 1    | Angers pour vous               |  |
| Mouvement radical         |       | MR    | 1    | Angers pour vous               |  |
| Opposition (10 sièges)    |       |       |      |                                |  |
| Divers gauche             |       | DVG   | 3    | Aimer Angers                   |  |
| Parti socialiste          |       | PS    | 1    | Aimer Angers                   |  |
| Place publique            |       | PP    | 1    | Aimer Angers                   |  |
| Europe Écologie Les Verts |       | EÉLV  | 2    | Angers écologique et solidaire |  |
| Génération.s              |       | G·s   | 1    | Angers écologique et solidaire |  |
| Divers écologiste         |       | ÉCO   | 1    | Angers écologique et solidaire |  |
| La France insoumise       |       | LFI   | 1    | Angers citoyenne et populaire  |  |